# Vastitas Borealis
Vastitas Borealis (vastitas, Latein, Wüste, in der IAU-Mars-Nomenklatur für große Ebene verwendet; borealis, Latein, nördlich) ist die größte Flachebene auf dem Planeten Mars. Sie befindet sich in den nördlichen Breitengraden des Planeten und umgibt die nördliche Polarregion, genannt Planum Boreum. Vastitas Borealis wird oft auch einfach als nördliche Ebene des Mars bzw. als Borealis-Becken bezeichnet. Die Ebene liegt etwa 4–5 km unterhalb des durchschnittlichen Radius des Planeten.
Im Jahre 2005 fotografierte die Marssonde Mars Express der European Space Agency eine beachtliche Menge an Wassereis in einem Krater der Region. Die Umgebungsbedingungen in der Region ermöglichen, dass Wassereis sich dort stabil halten kann. Es wurde entdeckt, als darüber liegendes Kohlendioxideis während des Marssommers verdampfte.
Im August 2007 startete die NASA die Marssonde Phoenix, die am 25. Mai 2008 in der Vastitas Borealis landete, also während des Frühsommers auf der Mars-Nordhalbkugel. Es handelte sich um eine stationäre Sonde, die u. a. Bodenproben entnahm. Unter anderem wurden verschiedene Mineralstoffe, jedoch auch Perchlorate gefunden. Phoenix sendete bis zum 2. November 2008 wissenschaftliche Daten. Erneute Versuche der Kontaktaufnahme 2010 waren nicht erfolgreich. Ein aus dem Orbit aufgenommenes Bild zeigte Anzeichen schwerer Schäden durch Vereisung.

## Beschreibung

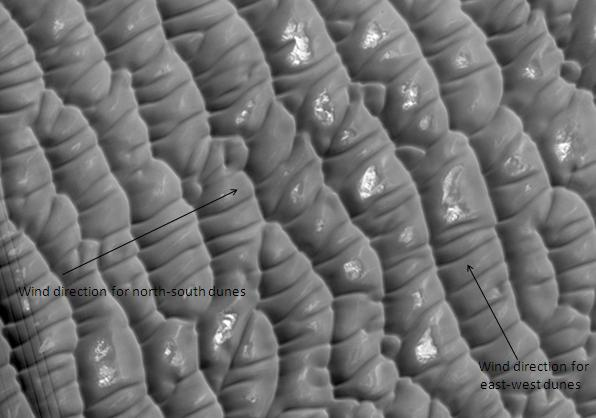
Olympia Planitia, MRO 2009.

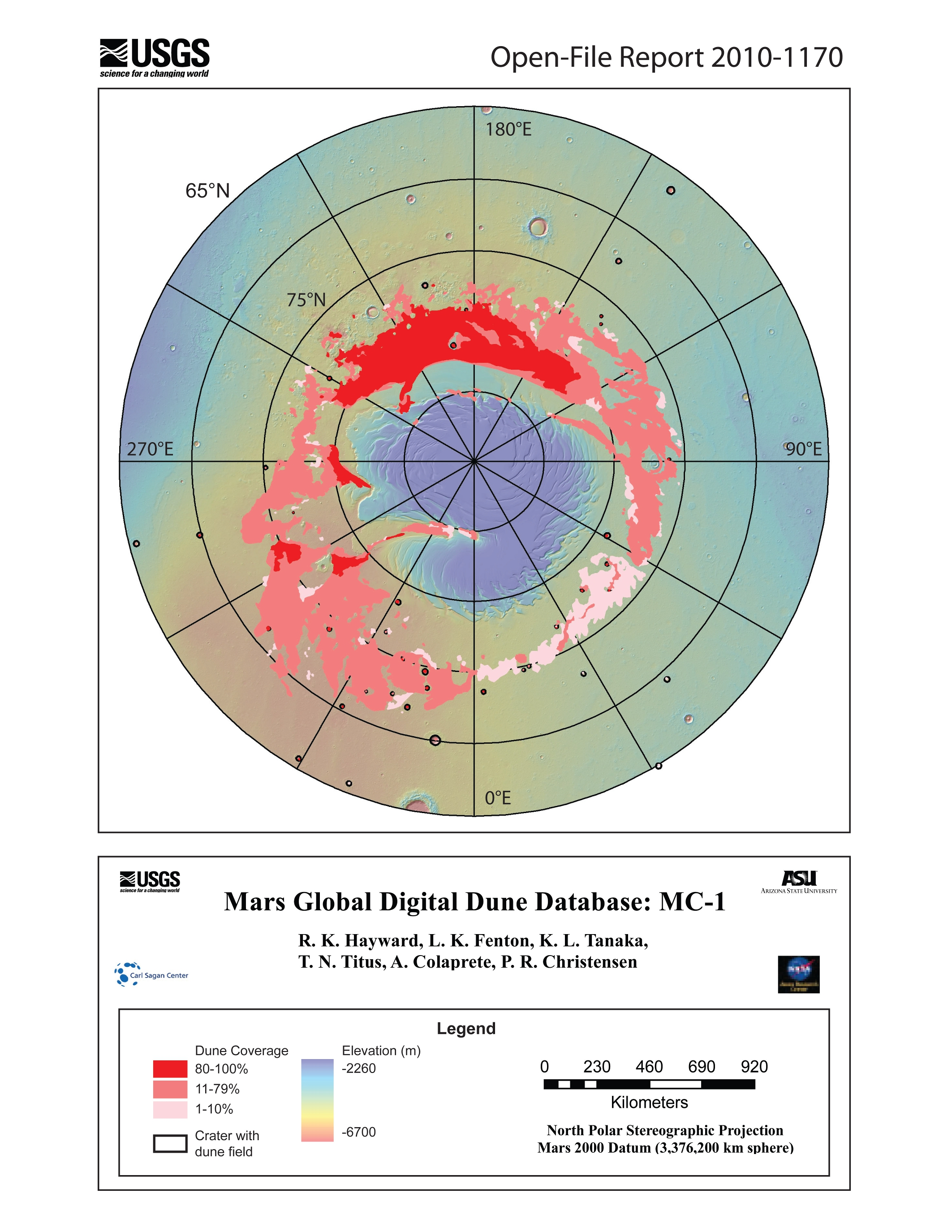
Karte der Dünen in der nördlichen Hemisphäre

Der nördliche Teil von Vastitas Borealis ist von großen und kleinen Dünenfeldern bedeckt. Das größte Dünenfeld des Mars, Olympia Undae (81° 10′ N, 178° 29′ O), ist über 1500 km lang. Hier wurden Ablagerungen von Gips entdeckt. Es könnte durch einen Abfluss von Schmelzwasser aus dem nördlich gelegenen Graben Chasma Boreale entstanden sein.
Beobachtet werden konnten auch Moränen (Ablagerungen, die von Gletschern bei ihrer Bewegung mitbewegt oder aufgehäuft werden) (74° 40′ N, 95° 16′ O), möglicherweise entstanden durch Kohlenstoffdioxid-Gletscher.